# 鯉魚門軍営

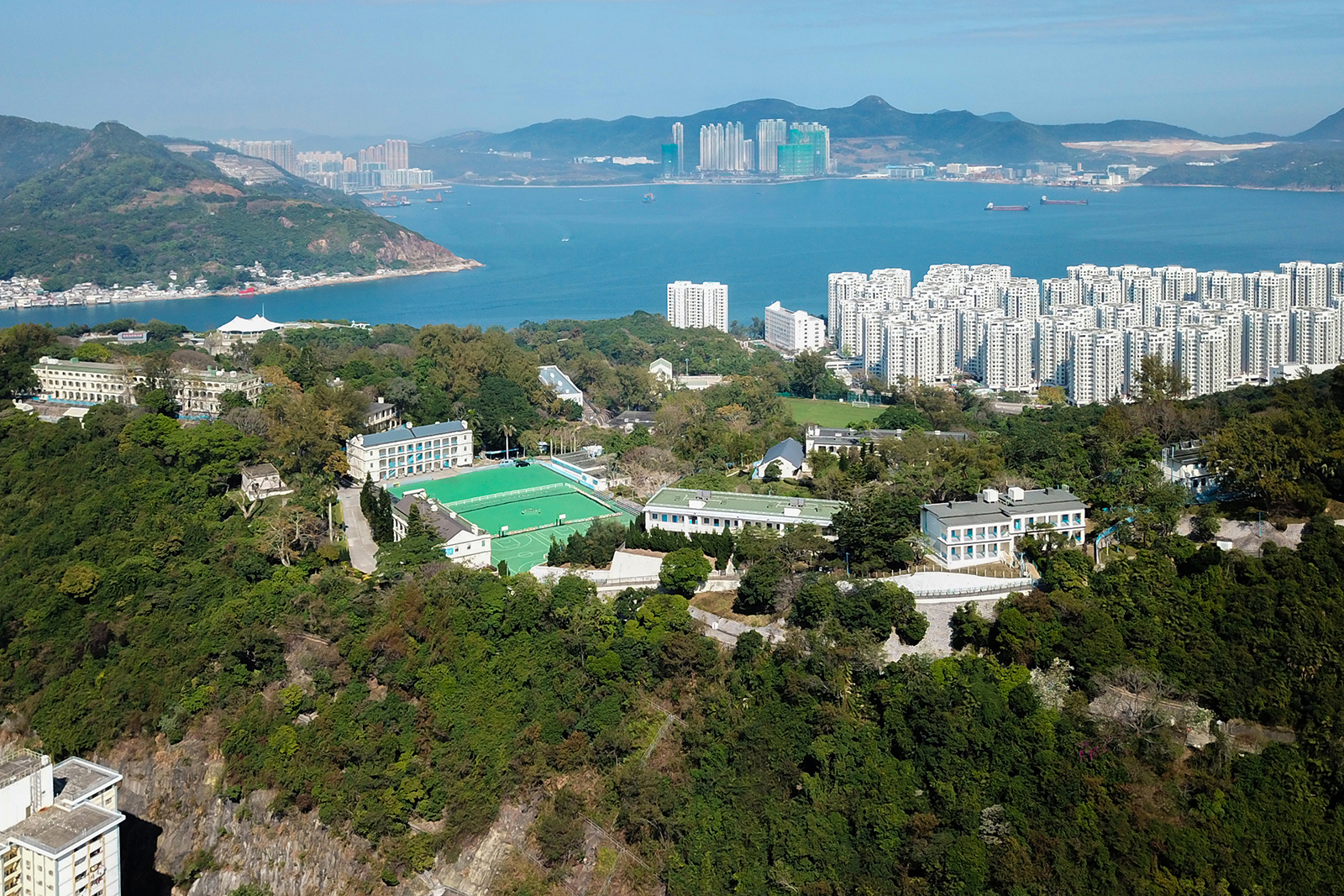
鯉魚門軍営

鯉魚門軍営（りぎょもんぐんえい）は香港の軍隊駐屯地だった。香港島東区の鯉魚門と西湾山に位置し、三つの部分から構成する。中央兵房エリアは現在、公園として公開している。低地炮台は香港抗戰及海防博物館にリニューアルしている。高地炮台はそのまま保存している。一部の駐屯地建築は香港歴史建築、および香港法定古蹟に登録している。